# یورگن راب
یورگن راب (به آلمانی: Jürgen Raab) بازیکن فوتبال و هافبک اهل آلمان شرقی بود که از سال ۱۹۸۲ میلادی عضو تیم ملی فوتبال آلمان شرقی بوده‌است. وی در ۲۰ بازی ملی حضور داشته و در بازی‌های ملی‌اش ۲ گل به ثمر رساند. یورگن راب آخرین بازی ملی خود را در سال ۱۹۸۸ میلادی انجام داد.